# Berlevågs flygplats
Berlevågs flygplats (norska: Berlevåg lufthavn; ; IATA: BVG, ICAO: ENBV) är en regional flygplats i Berlevåg i Berlevågs kommun i Finnmark fylke i norra Norge. Flygplatsen ligger två kilometer nordväst om tätorten Berlevåg och ägs och drivs av Avinor A/S. Flygplatstornet drivs på distans från Bodø.
Flygplatsen har en landningsbana på 880 meter anpassad 06/24. Tjänster tillhandahålls av Widerøe med Dash 8-100 flygplan till andra samhällen i Finnmark. Flygplatsen betjänade 5 921 passagerare i terminalen (2016) och fick flest subventioner per passagerare av någon Avinor-flygplats. Ytterligare 8 948 landade och startade på flygplatsen utan att lämna flygplanet.
Byggandet av flygplatsen startade 1943 av Luftwaffe som stationerade en avdelning av Jagdgeschwader 5 (JG 5) där. Civil verksamhet startade 1970 och tillhandahölls först av Norving. Flygplatsen uppgraderades som en del av ett nationellt program för att etablera regionala flygplatser och från 1974 togs tjänsterna över av Widerøe med Havilland Canada Twin Otter-flygplan. Dash 8-flygplan introducerades 1994. Den nuvarande terminalbyggnaden är från 1988. Det har funnits lokala förslag om att bygga ut flygplatsen, men Avinor vill inte fortsätta med dessa.

## Faciliteter
Terminalbyggnaden är på 360 kvadratmeter, varav 110 kvadratmeter är för allmänheten och har en kapacitet för 70 passagerare per timme. Kontrolltornet är integrerat i terminalbyggnaden. Dessutom finns en separat teknisk byggnad med garage. Flygplatsområdet täcker ett område på 44 hektar. 
Berlevåg flygplats ligger 2 kilometer från byns centrum, som är ansluten via länsväg 271. Det finns parkering för tio bilar på flygplatsen. Taxibilar finns tillgängliga på flygplatsen, men det finns ingen busstrafik.
Banan har en asfalterad yta på 880 gånger 30 meter i linje 06–24. Asfalten har parkering för två Dash 8-flygplan. SCAT-I, ett Global Positioning System-baserat landningssystem är installerat.

## Flygbolag och destinationer

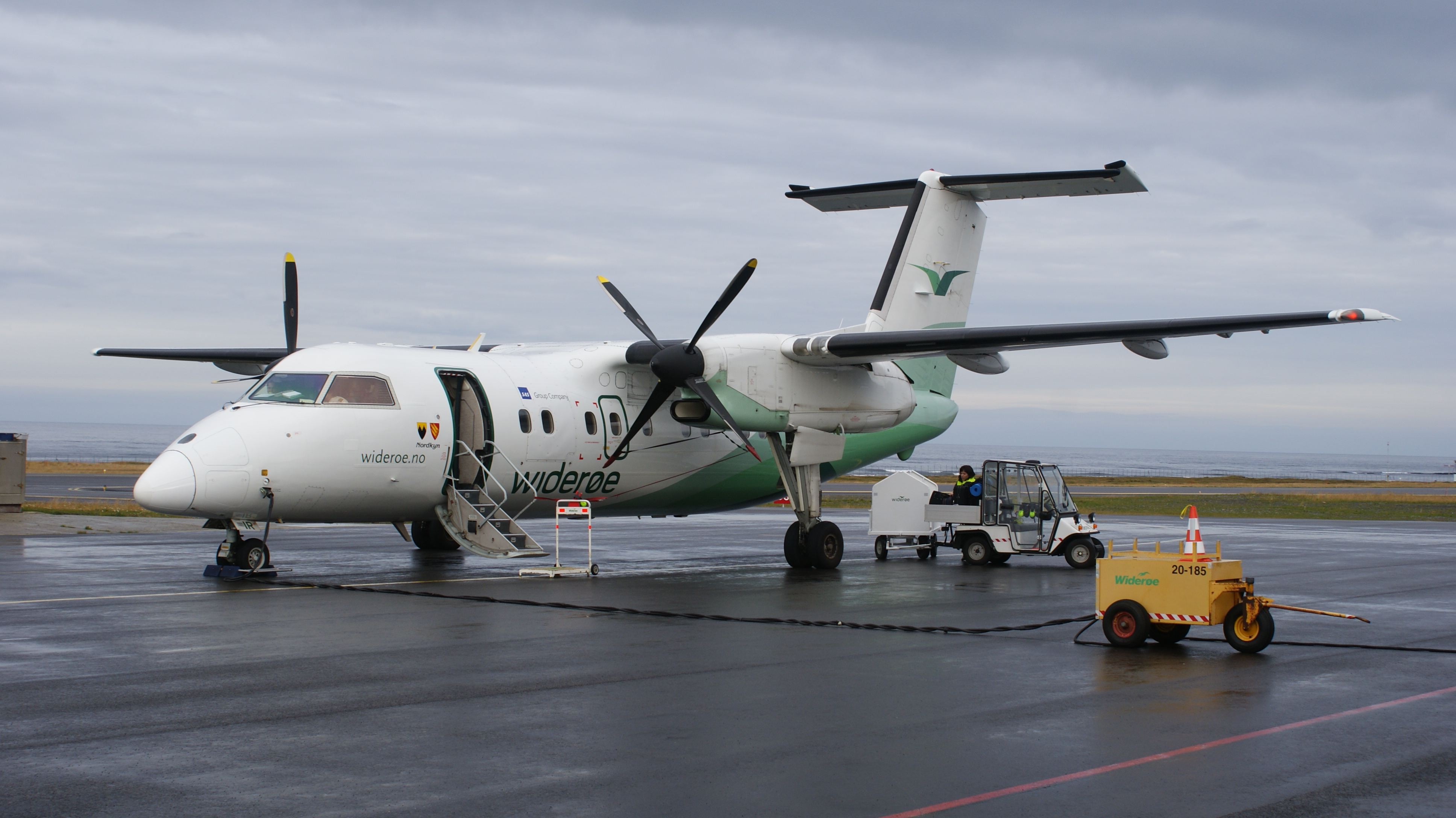
Widerøe Bombardier Dash-8 100 på Berlevågs flygplats

### Inrikes
Berlevåg flygplats betjänas av Widerøe med Dash 8-100-flygplan som förbinder samhället med Tromsø, Kirkenes och andra flygplatser i Finnmark. Linjerna trafikeras enligt allmänna trafikregler från transport- och kommunikationsministeriet. År 2016 hade flygplatsen 5 921 passagerare, 1 865 flygplansrörelser och hanterade 3 ton last, vilket gör den till den näst minsta Avinor-drivna flygplatsen. Under 2007 fanns det 1 878 flygplansrörelser, bestående av 1 725 schemalagda flygningar, 106 ambulansflygningar och 47 andra flygningar. Av Avinors 45 flygplatser har Berlevåg det största underskottet per passagerare, på 3 216 NOK.
| - Båtsfjord (Widerøe) - Hammerfest (Widerøe) - Kirkenes (Widerøe) - Mehamn (Widerøe) | - Tromsø (Widerøe) - Vadsø (Widerøe) - Vardø (Widerøe) |